# Iván Leonardo López
Iván Leonardo López (Bogota, 13 mei 1978) is een voormalig Colombiaans profvoetballer, die zijn loopbaan in 2009 afsloot bij Atlético Bucaramanga. Hij speelde als verdediger.

## Clubcarrière
López, bijgenaamd El Centre de Oro, speelde als verdediger voor Independiente Santa Fe, América de Cali, Millonarios, Deportivo Azogues en Atlético Bucaramanga.

## Interlandcarrière
López kwam elf keer uit voor de nationale ploeg van Colombia in de periode 1998–2003. Onder leiding van bondscoach Hernán Darío Gómez maakte hij zijn debuut op 28 maart 1998 in de vriendschappelijke wedstrijd tegen Paraguay (1-1) in New Haven, net als Dúmar Rueda (Atletico Nacional) en Julián Téllez (America de Cali). Hij won met zijn vaderland in 2001 de strijd om de Copa América in eigen land.

## Erelijst
Colombia
- Copa América

2001